# 凹凸世界
『凹凸世界』（おうとつせかい）は、中国の3Dアニメーションスタジオ七创社(7DOC)によるWebアニメ及び漫画、それらを元にしたスマートフォンゲーム。

## 概要

### アニメ
中国の動画共有サイトで公開され、シリーズ累計視聴回数4億回を突破した、フル3DCGによるオリジナルバトルアクションアニメ。原語版はbilibiliにて4季20話まで配信済み。
日本ではシーズン1の日本語吹替版が2019年4月14日から朝日放送テレビにて放送、同月15日から各動画配信サイトでも配信。またシーズン2の日本語吹替版が2019年7月7日より同枠で放送・配信された。3季の日本語吹き替え版は未定。
原語版3季前半終了後及び3季後半終了後の本編休止期間中には公式学園パロディショートアニメ『凹凸学园』が配信されている。2021年5月1日より、中国語音声・日本語字幕付き動画がyoutubeにて配信開始された。
漫画単行本は2023年2月現在8巻まで刊行されている。日本国内では販売されていない。

### スマートフォンアプリ
2020年4月15日よりスマートフォンゲーム『凹凸世界手游』の大陸版オープンβテストが開始、2020年6月3日正式リリース。
繁体字版（日本語音声）が2020年10月27日リリース、2021年3月31日サービス終了。
国際版(日本語版含む・日本語タイトル『凹凸世界』ゲーム)が2021年7月13日にリリース、2022年4月11日サービス終了。
2023年2月1日より『凹凸世界尋光之旅』が正式リリース。日本国内でのリリース予定は未定。

## あらすじ
主人公のジン（金）は、鉱業の星デンゲル(登格魯)星で暮らす15歳の少年。気まぐれな創世神によって苦役と重税の義務を課された星の運命を変えるため、そして三年前に消息不明となった姉のシュウ（秋）を探すため、優勝すればどんな願いでも叶うという闘技大会『凹凸大会』へ出場することを決意する。
1季（シーズン1）
姉から送られてきた地図を手がかりに大会が行われる凹凸星へ旅立ったジンだが、道に迷い見知らぬ星に着いてしまう。そこで出会ったのは、凹凸大会から逃げ出した参加者の二人組だった。ジンは彼らに大会運営からの追っ手と勘違いされ攻撃を受けるも、程なくして現れた大天使裁判長ダニエルによって二人は粛正、回収される。
大会予選終了までの日数が残り少なくなる中、ジンは運び屋の案内でやっと辿り着いた大会会場で幼馴染のグレイ（格瑞）と再会する。多少のアクシデントに見舞われつつも参加登録を済ませ、自分のスキルを手に入れるのだった。
召喚師の少年シドウゲン（紫堂幻）と友達になり、二人で細々と協力してポイントを稼いでいると、マントと仮面を身につけた謎の団体に囲まれている少女カイリ（凯莉）に出会う。一度は仲間になったカイリが怪しい動きを見せる中、マントと仮面の団体は鬼天盟と名乗り、ジンとシドウは盟主のキコテンチュウ（鬼狐天冲）から勧誘され、訝しみながらも鬼天盟に加入する。
しかしキコテンチュウの真の狙いは予選ランキング2位のグレイを倒すことにあり、ジンはその囮に過ぎなかった。目の前で親友を傷付けられたジンは黒化と呼ばれる力を発動させ、キコテンチュウを撃破。ほぼ同時に大会予選終了が告知され、ランキング100位以下の参加者は光の粒となり大会のシステムのエネルギーとして回収されるという残酷な結末を迎える。騙されながらも親睦を深めた鬼天盟のメンバーが消えていくのを見ながら、シドウは恐怖を募らせるのだった。
2季（シーズン2）
キコテンチュウとの戦いの後気絶していたジンが目を覚ますと、予選終了から3日が経過し、生き残った100名の参加者はホールに集められていた。
本戦第1ステージは大会運営側が用意した多種多様な車に乗って行うレーシングゲームだと伝えられ、各々が選んだ車に乗り込みレースに挑む参加者たちだったが、裏では世界の有力者が集まった観戦団による賭けが行われていた。カイリの機転によりレースを1位で抜けたジンたち4人は、徐々に明らかになる大会の背景に不信感を覚えつつも、第2ステージへ進む。
第2ステージの迷宮戦は、参加者それぞれが1～3の数字が書かれた牌から1つ選んで守りつつ、別の参加者の牌を奪って4にすることで迷宮を脱出できるというルールだった。レースのチーム戦から一転、個人行動を余儀なくされる参加者たちの間に、思惑や疑念が渦巻く。観戦団にも参加者との因縁が垣間見える中、ジンは頭だけのロボットロードレ（罗德烈）と出会い、身体のパーツを探して欲しいと頼まれる。不思議な少女アンリーチェ（安莉洁）や仲間たちと合流するジンとロードレを、迷宮の主が追っていた。
ロードレのパーツ探しをする中、シドウは予選ランキング3位のインチェ（銀爵）に出会い、黒化の力を受け取ってしまう。大会のシステムに侵入した謎の生命体ブラック（黑洞）の依り代となってしまったシドウを助け、迷宮を脱出する鍵は地下深くにあるというアンリーチェの言葉で地下に向かったジンたちは、迷宮の主と対峙する。
3季
迷宮から脱出した参加者たちにダニエルから告げられた第3ステージは、1対1のトーナメント戦だった。しかしここにも観戦団による悪趣味な仕掛けが施されており、バトルステージには転送された参加者の記憶が映し出される。
それぞれの過去の思い出や過ち、トラウマが否応なしに暴かれていく中、インチェはブラックと共に暗躍を始める。

## 登場人物
キャラクター名（）内は原語版/英語版の名前表記。日本語吹替版未登場キャラクターについては原語版（英語版）の順で記載。声優名は日本語吹替版/原語版の順で記載。

### メインキャラクター
ジン（金/King）
声 - 柿原徹也/TEKILEN
本作の主人公。15歳。身長161cm、体重60kg。11月25日生まれのB型。日本語版での一人称は「オレ」。
オレンジの髪に、数字の7のようなロゴの入ったキャップがトレードマーク。好きなものは姉と格好つけること。食べ物の好き嫌いはない。ゲームでは『愛情弁当』が好き。
鉱業の星デンゲル（登格魯）星から来た、明るく元気な少年。友達思いで、一度友達と思った相手は裏切られても信じ続ける。ライナ曰く『熱血バカ』。
3年前に凹凸大会に参加して帰ってこない姉、シュウを探すため、また苦役と重税を課された故郷の運命を変えるため、凹凸大会へ参加する。しかし凹凸大陸に行く途中で道に迷い、大会の予選開始から2ヶ月遅れて参加登録を行った。
文字の多い文章や書類を読むのが苦手で、規約やルール説明をしばしば読み飛ばす。
元力スキルは『ベクトルアローズ（矢量箭头）』。オレンジ色の矢印型に変化したエネルギーが様々な効果を発揮する。投げる（ベクトルクラッシュ）・縛る（ベクトルロープ）・乗って空を飛ぶ（ベクトルラッシュ）、盾にする（ベクトルシールド）、握り込んだ拳で殴る（ベクトルスマッシュ）など、スキルの汎用性と潜在能力は高い。また戦いの中で進化し、覚醒していく。
友達を傷付けられるなど負の感情が高まると『黒化』という目が赤く光り操るベクトルが漆黒に染まった状態に陥る。黒化状態での戦闘力は普段の比ではなく、シーズン1では100人分の元力を集めて強化したキコテンチュウのスキルを粉々に砕いてしまった。一度黒化した後は気を失ってしまい、その後3日間目を覚まさない。
黒化状態について、ジンは自分の中に恐ろしい力が眠っていることを自覚しているが、何故自分の中に”それ”がいるのか、いつ目覚めるのかについては知らず、暴走した力が家族や友人を傷付けることを恐れている。
凹凸学园では姉のシュウと暮らす高校1年生。首から黒い矢印型のネックレスを提げ『自分には隠れた力が眠っている』と思い込む、自己紹介で『キング』と名乗るなどいわゆる厨二病的なところがあるものの、学年を問わず誰とでも打ち解けている。体育委員会に所属している。料理と裁縫が得意。
グレイ（格瑞/Grey）
声 - 安部亮馬/秦且歌
ジンの幼馴染。大会予選ランキング第2位。17歳。身長173cm、体重63.5kg。12月14日生まれのA型。日本語版での一人称は「俺」。
逆立った白い髪に黒いヘアバンドを巻き、前髪が一房垂れている。趣味は剣術。好物は牛乳。
クールで寡黙な少年。ジンのことをとても大切に思っているが、口では絶対に認めず素っ気ない態度を取る。常に無表情だが、ジンが絡むと少しだけ感情を露わにする。
元力スキルは『烈斬』。「視界の全てを切り裂く」という、鉈のような形をしたライムグリーン色の大剣を振るう。近接攻撃の剣技だけではなく、斬撃だけを飛ばして遠くの物や広範囲を斬る、剣を複数出現させて飛ばす、歯車のような形の輪を出現させて投げるなど、戦闘スタイルは幅広い。また、スキルを使わずとも戦闘力は高く、ランキング下位の参加者なら体術のみで倒してしまうほど。
1季では凹凸文字の書かれた石版の解読をキコテンチュウに依頼したが、解読したキコテンチュウから情報を受け取ろうとした瞬間、母親を呼び泣き叫ぶ幼少期の記憶が現れた。3季で彼が守望一族という世界の記録を守る一族の長の息子であり、謎の怪物によって故郷の星が襲われ、母親の手で脱出ポッドに乗せられたことが判明した。コールドスリープ状態から覚醒した後は修行として様々な星を渡り歩き、デンゲル星に立ち寄った際にジンと出会った。故郷を失ったグレイにとって、唯一の友達であるジンが住むデンゲル星は帰る場所となり、どれだけ遠い星に修行に出ても不定期に戻ってきていた。なお、コールドスリープ中に100年が経過しているため、実際の年齢は117歳ということになる。また、烈斬は飽くまでも大会参加時に与えられたスキルであり、守望一族に授けられたスキルとは別である模様。
凹凸学园では家庭の事情で入学が遅れたという設定で、ジンたちと同じクラス。両親はともに健在で、研究者をしており多忙なためあまり帰って来ない模様。成績は非常に優秀でいつも参考書で勉強をしており、彼に解けない問題はないと言われる程。カイリに乗り物酔いをするという弱みを握られ、学園祭の演劇で白雪姫をやらされた。
シドウゲン（紫堂幻/Phantom-S）
声 - 児玉卓也/浮由
17歳。身長163cm、体重55.5kg。2月14日生まれのA型。日本語版での一人称は「僕」。
赤紫色で前髪の長いショートカットの少年で、丸いフレームの眼鏡を掛けている。趣味は家計簿をつけること。好物は海鮮。
気が弱いが丁寧で心優しい少年。幻獣星に古くから存在する一族、紫堂家の出身。族長の二番目の息子でありながら、その地位に相応しい能力を持ち合わせておらず、幻獣を手懐けることができなかったために幼少期から一族中にのけ者にされ、実の父親にすら失望されていた。そんな生活にも慣れていたところだったが、三年前の凹凸大会で兄を失い、一族からのプレッシャーと非難の声が一気に幻に押し寄せる。耐えられなくなった幻は家を離れ、凹凸大会で己を磨くことを決意した。
2季では迷宮星でインチェから渡された力を受け取ってしまい黒化。ジン達から離れ、以降インチェ、ブラックと行動を共にする。
元力スキルは『召喚』。幻獣を召喚・服従させ使役するスキルだが、強いモンスターを従える腕はなく、1季では3人組の小さな剣闘士「チビスパルタ」を操るのみ。一度は契約に成功したモンスターでさえしばらくすると術が解けてしまうなど、能力の低さが目立つ。
しかし、現在の紫堂家は既に存在するモンスターを服従・使役させるスキルこそ持っているが『召喚』ができる者はおらず、チビスパルタを召喚した幻は本来の紫堂家の力を持っているとも言える。
黒化後は3人のチビスパルタが1体の大きな黒い兵士となり、戦闘力が格段に上がった。
凹凸学园ではジンと同じクラスで、よく共に行動している。年齢的にはグレイ同様学年が違うはずだが、こちらは特筆されていない。家はペットショップをしており、母親と兄の真も健在。
カイリ（凯莉/Kalie）
声 - 芝崎典子/一口井
15歳。身長156cm、体重41kg。10月24日生まれのO型。日本語版での一人称は「あたし」。
長い黒髪で頭のてっぺんに大きめのアホ毛があり、星形の髪飾りを付けている。好物は甘い物と可愛い食べ物、ペロペロキャンディ。
一見すると可愛らしい少女だが、その実態は気が強く好戦的。彼女がどこから来たのかは誰も知らず、ただ面白そうだからという理由で凹凸大会に参加した。
生まれつきの戦闘センスを武器に、物語開始時点の大会予選ランキングは101位。『星月の魔女』『初心者殺し』の異名を持ち、モンスターよりも下位の参加者を狩ることを楽しんでいた。もちろん101位というのもポイントをわざと浪費して100位以内に入らないよう調整しており、実際のランクは未知。
ジンとシドウを次の獲物にしたが、ジンに友達と呼ばれ、口では罵倒しつつも次第に協力する姿勢を見せるようになる。
元力スキルは『星月の刃（ステラムーンブレイド）』。浮遊する三日月型の刃と星型の手裏剣を操る。三日月は乗り物にもなり、逃げ足はとても速い。

なお『老いぼれ（老骨头）』という角の生えた黒い髑髏が常に側にいるが、これはスキルではない。自立した意志を持っており、彼女をカイリ様と呼んで「全宇宙で最も美しい宝」として崇め、隷属している。
あらゆるものを吸い込み、また吐き出すことができる。カイリを飲み込んで移動することもある。1季でキコテンチュウに捕まった後行方不明となっていたが、3季で無事カイリと合流した。

### ガドロスチーム
ガドロス（嘉德罗斯/Godrose）
声 - 前田誠二/DK
大会予選ランキング第1位。9歳。身長163cm、体重65kg。7月28日生まれのB型。日本語版での一人称は「俺様」。
逆立った金髪で、頭に黒い輪を付けている。目の下に黒い星の形の模様がある。好きなことはひなたぼっこ。好物は高カロリーな食べ物。
傲慢で自惚れが強く、弱者はカス(渣渣)呼ばわりし、一切眼中にない。聖空星における王位続承者にして、「神」を真似た「完璧な存在」を作るという禁断の研究によって生み出された人造人間。ランキング2位のグレイに目を付け、度々勝負を仕掛けている。
3季で頭に付けている黒い輪は力の暴走を防ぐリミッターだということが判明。ブラックに負けたことで心境に変化があり、傲慢さが落ち着き冷静な姿を見せるようになる。
元力スキルは『大羅神通棒』。黄色と黒の縞模様をした、伸縮自在の棒。ガドロス自身の素質からか、振り回す衝撃だけで辺り一帯を吹き飛ばすほどの脅威となる。巨大化させて押し潰すなどの使い方もできるが、大きくなるほど強度が落ちる模様。
凹凸学园ではジンたちと同じクラスの高校1年生。飛び級で入学した天才児で、言動は輪を掛けて幼い。本編同様ことある毎にグレイに勝負を仕掛けようとする。 目の下の黒い星はペイントではなく生まれつきホクロであること、いつも身につけているマフラーは聖空星王からのプレゼントであることが判明した。
モンテズマ（蒙特祖玛/Zuma-M）
声 - 水口まつり/柳知萧
17歳。身長186cm、体重71.3kg。1月22日生まれのA型。
緑色の髪で、目深に被った兜で目元は見えない。趣味は日記。好物はいちご。
寡黙でガドロス以外の参加者に厳しい少女。戦闘民族印加王族の末裔で、一族復興の使命を背負い凹凸大会に参加した。現在は帝王学を学ぶ名目でガドロスに従属し、彼の一挙一動に常に注目している。たまに盗撮したりもする。
兜の下には猫のような獣耳が生えている。
元力スキルは『風の大剣・羽蛇』。白い大きな剣で、通常の剣撃の他、風を操ることができる。また節ごとにバラバラになり飛ばすことができる。
凹凸学园では初めから素顔で、猫耳の形の帽子を被っている。学年が違うにも関わらずガドロスを信奉し、グレイを見かけるとガドロスに即座に連絡する。
レイド（雷德/Reid）
声 - 下山吉光/NAOKI煦
17歳。身長184cm、体重74.6kg。6月26日生まれのB型。日本語版での一人称は「俺っち」。
赤い長髪を手裏剣型の髪留めでポニーテールにしており、額宛てのようなもので目元は隠れている。好きなものは恋愛小説。好物はおにぎり。
ひょうきんで軽薄な立ち振る舞いをする青年。本来は最強の冷血殺戮マシンとしてデザインされた改造人間だが、意外と個性があり、生きていることが単純に楽しい。ガドロスを暗殺するために大会に送り込まれたものの、ガドロスを気に入り「親分」と呼んで付き従っている。
阿茲特星の出身。超能研究所に捕まり身体のほとんどを機械化された。元は頭部にツノのようなものが付いていた。痛覚はあるが、腕を切り落とされても自分で直すことができる。ほとんどロボットに近い身体を自虐しているところがあったが、モンテズマに「痛みを感じるなら人間だろう」と傷を労られて彼女に恋をした。
3季の1対1バトルでモンテズマと戦うことになった時には「君の国の民になりたい」と自ら首を差し出すも、命令よりも自身の感情を優先したことに激高した研究所所長により記憶のリセットをかけられ、感情を手に入れる前の殺戮ロボットに戻ってしまう。
元力スキルは『自己再編(自体重組)』。身体の一部をナイフなどの武器に変換できる。デコピンだけで相手を吹き飛ばすなど、その戦闘能力はガドロスが側に寄ることを許しているだけある。
凹凸学园では目元を覆うデバイスの形が違い、余り袖のカーディガンを羽織っている。謎のWEB小説家「暗黒使者」の大ファンで、新作が出る度にモンテズマはもちろんガドロスにも布教しようとするが、概ね適当にあしらわれている。

### 雷獅海賊団
ライシー（雷狮/Ray）
声 - 佐藤祐吾/森中人
大会予選ランキング第4位→3位。18歳。身長186cm、体重72.3kg。4月10日生まれのO型。
黒髪に星の模様の入った白い布を巻いている。好物はビールと串焼き。
狡猾で残忍、横暴で尊大な青年。宇宙一と名高い宇宙海賊、ライシー海賊団のキャプテン。束縛を嫌うその行動はいつも自由奔放でつかみ所がない。従弟のカミルが狙撃された際にはその場の全てを放置して敵を追いかけるなど、カミルの安全を最優先させるところがある。
雷王星の第三王子であり天賦の才能を持っていた彼は、『神』の命を受けた王位継承者だった。物心ついた頃から様々なルールをたたき込まれ成長したが、カミルが王族を追放された際に自分の立場や王族のあり方そのものに疑問を持ち、身分を捨てて海賊に転身した。
雷王星王族は「雷」の付く名前の他にもう一つ名前を持っており、ライシーの別名は「布伦达（ブレンダ）」。しかし別名で呼ぶことができるのは当人よりも強い力を持った相手だけというルールから、姉の雷伊が呼ぶのみである。
元力スキルは『雷神之槌（トールハンマー）』。船の碇にも似た形の白い大槌。雷を発生させ、任意の場所に落とすことができる。攻撃の他、遠くにいる仲間への合図に使うこともある。
雷を操る力は雷王星王族が代々持っている力で、大会参加以前からのもの。
凹凸学园ではカミルと共に世界中を回っていて留年したという設定で、パロス、ペリーと同じ高校2年生。教師をしている兄のチョークを隠したり、サボって焼き肉を食べに行ったりとやりたい放題している。原付バイクに羚角号と名付けている。
カミル（卡米尔/Camil）
声 - 田村昇三/默伶
雷獅海賊団のメンバー。15歳。身長164cm。9月5日生まれのAB型。
黒髪に黄緑色のキャップを目深に被り、口元を赤いマフラーで隠している。趣味は読書。好物は甘い物。
頭脳明晰、冷静沈着で慎重派の少年。幼い頃から自分を守ってくれたライシーを『兄貴』と呼び、忠誠を誓っている。全てにおいてライシーの利益を最優先する、海賊団の参謀兼制御装置。
本来は雷王星国王のきょうだいの息子で「雷鳴」という名前を持っていたが、王族の身分を剥奪され、雷鳴の名前を名乗れなくなった。
元力スキルは『定まらぬモノ（アペイロン・无定之躯）』。自身の体重を自在に変え、緩急を付けた体術で戦う他、徐々に加重を増やして踏み潰す等の残虐なことも行う。
海賊団の中では最弱と言われているが、飽くまでも海賊団の中での話であり、予選ランキングは第16位と十分に戦闘能力は高い。
凹凸学园ではライシーと共に世界中を回っていて留年したという設定で、呆毛の双子と同じ中等部の3年生。ライシーを唯一の兄と慕い彼の敵になりそうな者は逐一ブラックリストに書き留めているものの、シドウゲン、エイミーと弟同盟を組んで放課後に兄の話をするなど、他者とも交流している。
パロス（帕洛斯/Palos）
声 - ケンコー/倒霉死勒
雷獅海賊団のメンバー。17歳。身長169cm、体重68kg。10月31日生まれのA型。
細い束に分けて結った白髪にヘアバンドを巻き、白目の部分が黒い。趣味はペリーいじり。好物は揚げ物。
身勝手で貪欲、口が上手く他人を騙すことに長けている。
幼少期の事故で両親を亡くし、盗賊まがいのことをして必死に生きてきたが、保護者のような立場だった男からも裏切られ囮として使い捨てられた経験から、他人を信用せず一人で生きていくことを決意した。
その後様々な星の資源を騙し取り略奪した宇宙指名手配犯となったが、偶然ライシーに助けられ海賊団の一員となった。海賊団への忠誠度はほとんどないが、言動に裏表のないペリーとは打ち解けている。
雷王星へライシーの動向や情報を売り渡すスパイをしていたが、ライシーはそのことを知って放置していた。
紫堂幻と同様、2季の迷宮星の中でインチェに追い詰められて生に執着する本音を吐露し、その心の闇を見込まれ黒化の力を受け取った。3季まで隠し続けていたが、1対1バトルでライシーと対峙しとうとう黒化の力を受け入れてしまう。
元力スキルは『暗黒使者』。自分の分身を生み出し操る他、他人の姿を模した影を作ることもできる。また影は任意に爆発させることができる。黒化後は更にスキルが強化され、ランキング上位5人の影を作り雷狮に襲いかかった。
三季後半でインチェの暴走を止めるために自ら囮になり自爆攻撃を行う。黒化の力を使った代償として元力種が砕け散り消滅した。
凹凸学园ではライシー、ペリーと同じ高校2年生。暗黒使者のペンネームでWEB小説を連載している人気小説家。小説の主人公はいつもライシーがモデルで、悲恋ものが多いらしい。
ペリー（佩利/Pelley）
声 - 伊東隼人/邵彤
雷獅海賊団のメンバー。16歳。身長192cm、体重80.6kg。1月7日生まれのO型。
金色の長髪を後頭部で一つに結い、やや浅黒い肌の色をしている。首に大きな黒い球体が連なったネックレスのようなものを付けている。睫毛が長く、歯はギザギザ。好きなことはケンカで、好物は肉全般。
凶暴で偏執的、残酷で血を好み、実力がすべてと信じる戦闘狂。幼い頃から社会の底辺で戦い殺し合って生き延び、「狂犬」と呼ばれた。その後武術を学んだが、修行を終えて流派の伝統に倣い師匠を殺して下山。戦うことが唯一の生きる道と思っており、弱者を躊躇いなく倒し強者を恐れず、ケンカさえできれば楽しい。一番の問題は頭が悪いことで、ライシーが難しい話を始めると、その後ろで立ったまま寝ていることがしばしばある。
よくパロスを筆頭とした海賊団メンバーにからかわれているが、基本的には他のメンバーとも仲が良く、ライシーの言うことも聞く。本当の犬のようにとても鼻が利く。
前述のように難しいことを考えるのは苦手だが、海賊団の中で一番仲間思いで純粋。仲が良かったパロスには「いつか海賊団を乗っ取ってやろう」と持ちかけ、海賊団などどうでもいいという素振りのカミルのことが気にくわなかった。パロスが自爆した時には絶望にも似た表情を見せ、周辺に当たり散らし錯乱した。
元力スキルは『重力球（グラビティボール）』。周りにあるもの全てを引き寄せ吸い込む黒い球体を生み出す。自身が吸い込まれることはなく、ボールに乗り移動することもできる。ライシー同様、重力球は大会参加以前から持っていたスキルらしい。
凹凸学园ではライシー、パロスと同じ高校2年生。体育委員会に所属している。

### 呆毛姉弟
アイビー（艾比/Abby）
声 - 尾崎真実/小N
13歳。身長127cm、体重35kg。3月2日生まれのO型。
赤い長髪に水色のヘアピンを付け、頭のてっぺんにあるクエスチョンマークのような形の巨大なアホ毛が特徴。趣味はイケメンの観察。好物はゴーヤーミルクティー。
少々強引で頭が弱いが、明るく元気でムードメーカーな少女。エイミーの双子の姉。通称『アホ毛の姉』。ダイマオ星（ライナの話ではアボゲイ星・原語版では玳瑁星）の出身。「全宇宙で一番かっこいい彼氏」を見つけるため、無理矢理弟を連れて大会に参加した。
通りすがりに見かけた（やや落ち込んで元気のない状態の）ジンに一目惚れし、運命の人と信じてアプローチしている。
元力スキルは『天使の弓（エンジェルシュート）』。天使の羽を模した巨大な弓を生成し矢を発射する他、生成した小さな矢でピッキングを行うなど、器用な使い方もする。
エイミー（埃米/Emy）
声 - 櫻井菜々絵/一口井
13歳。身長145cm、体重42.7kg。3月2日生まれのO型。
黒いショートカットに六角形のゴーグルを付け、頭のてっぺんにあるクエスチョンマークのような形の巨大なアホ毛が特徴。趣味は家事。好物はマンゴー。
冷静で頭は良いが、姉に逆らえずいつも巻き添えを食らう少年。アイビーの双子の弟。通称『アホ毛の弟』。苦労性で愚痴ばかり言っている割に、アイビーの保護者を自称し、姉に何かトラブルがあれば積極的に飛び込んでいく。子ども扱いされるのが嫌い。
元力スキルは『悪魔の手（デビルハンド）』。形や大きさの変わる巨大な手甲で、姉を補助し近接攻撃や盾の役目を行う。

### 鬼天盟
キコテンチュウ（鬼狐天冲/Fox-G）
声 - 佐々木望/柳川鱼
鬼天盟のリーダー。18歳。身長169cm、体重70kg。6月12日生まれのAB型。日本語版での一人称は「私」。
銀髪で、同じ色の獣の耳と尻尾が生えている。普段は黒いフードを被り、仮面を付けている。趣味は小動物を弄ぶこと。好物は鶏肉。
口達者で狡猾、他人を惑わすことに長けた男。凹凸大会予選の中で最大の参加者グループ『鬼天盟』のリーダー。鬼狐一族は全宇宙で最も知恵のある一族を名乗り、キコテンチュウはその中でも優秀で、戦略を立てることを得意とする。
「弱者でも力を合わせれば強者を倒せる」と提唱し、一人では到底100位圏内に入る実力はないランキング下位の参加者たちを束ね率いる。が、その実、他人を駒扱いし、不要となれば容赦なく切り捨てる。ジンを気に入り、シドウ共々鬼天盟へ勧誘したが、それらは全てグレイを捕らえて彼のスキルを奪うための罠だった。
元力スキルは『鏡像空間（ヴォイドミラー）』。他人の能力をコピーできるが、そのままでは使用に制限がある。完全に自分のものにするにはスキルの元の持ち主を自分の手で殺さなければならない。
ライナ（莱娜/Riena）
声 - 南央美/江月
鬼天盟創始者の一人。16歳。身長161cm、体重46kg。12月22日生まれのA型。
ピンクのメッシュの入った黒髪。普段は白いフードを被り、仮面を付けている。趣味は料理。好物はクランベリークッキー。
一見冷たい印象を受けるが、実際には面倒見が良く、鬼天盟の中でもキコテンチュウに劣らない人望を集める。キコテンチュウに命を救われて以来、彼に心酔し絶対的な信頼と忠誠を捧げている。
戦闘能力はさほど優れてはいないが、繊細で忍耐強く、キコのサポートや組織のマネジメントを得意とする。
元力スキルは『女王蜂の針（蜂后之刺）』。見た目は二振りの細いナイフ。相手を刺すことで毒を注入する。毒は非常に強力で、通常の人間なら指一本動かせなくなるという。

紫堂分家兄弟
林、陆ともに鬼天盟メンバーとして描かれているのは漫画版及びスマートフォンゲーム版の設定。アニメ版では大会に参加している様子は見られず、紫堂幻の回想に出てくるのみ。
凶暴かつ横暴で自分たちの利益のために動くような行動から、「掠食者家族」の異名を持つ。漫画版では二人ともキコテンチュウに倒された。
凹凸世界ゲームではプレイアブルキャラクターとして実装されたため生存している。
紫堂林（Phantom-M→HOLT.S）
声 - 水口まつり / 利安
紫堂分家の次男で紫堂幻の従兄弟。17歳。身長176cm、体重65kg。7月22日生まれのB型。
ボサボサの短髪を頭の天辺で結い、背中には何かのキャラクターのような、顔と手足の付いた大きなリュックを背負っている。趣味はロッククライミング。好物はカツ丼。
紫堂本家の長男である紫堂真を慕っており、紫堂幻のために真が凹凸大会に参加し死亡した疑いがあることから、彼のことを良く思っていない。更に林は能力の弱い幻に対して嫉妬し、いつも皮肉を言っている。

紫堂陆（Phantom-L→ADAM.S）
声 - 水口まつり / 郭浩然
紫堂分家の長男で紫堂幻の従兄弟。18歳。身長171cm、体重62.5kg。8月29日生まれのA型。
背中まである赤紫の長髪を一つに結い、前髪で片目が隠れている。頭の天辺のアホ毛も紐で結っている。趣味は折り紙と結縄。好物は天ぷら。
弟同様に紫堂真を慕っており幻のことを良くは思っていないが、林ほどの敵意は持っていないようで、漫画版では何度も幻を見逃してやっている。

### 個人行動の参加者
インチェ（銀爵/Silver）
声 - (1季)北山恭祐、(2季)峯田大夢/冷泉夜月
大会予選ランキング第3位。18歳。身長189cm、体重74kg。6月15日生まれのO型。
短い白髪に色黒の肌を持つ。白目の部分が黒い。趣味は動物を飼うこと。好物は野菜。
神に追放された漂流民の末裔。神の不平等を深く憎んでいながら、いつか一族が神の許しと救いを得られることを強く望んでいる。
『黒化』の秘密を知っているようで、ブラックと行動を共にする。パロスの話によると、予選終了直前で突然ランキングから名前が消えたらしい。
2季ではシドウゲンやパロスなど心に闇を抱えた参加者に近付き、黒化の力を渡して暗躍。3季ではブラックと共に大会そのものに全面的に攻撃を開始し、頭に黒い角が生えた姿に覚醒して参加者たちに襲いかかったが、黒化の力を正しく変換することに成功したジンによって倒された。彼の黒い元力種はブラックたちによって回収されたため、消滅はしていない。
元力スキルは『闘魔天刑』。黒い鎖を自在に操る。
アンリーチェ（安莉洁/Lemon）
声 - 伊藤美来/张昱
二季から登場。大会総合ランキング第10位。15歳。身長160cm、体重40.5kg。3月19日生まれのAB型。
背中ほどの長さの水色の髪に、レモンの輪切り型の髪飾りを付け、目の下に黒い逆三角形のペイントがある。日本のセーラー服に似た襟付きの服を着ている。趣味は蝶を追いかけること。好物はレモン。
無表情で神秘的な少女。少々天然でぼーっとしており、何を考えているのかわからないその行動は、しばしば周囲の混乱を招く。一般常識には疎いが、他人の心を読んでいるように見えたり、未来を予知するような発言をする。
迷宮の中でジンと出会い、行動を共にする。冰岛之星の出身。
元力スキルは『氷界領主』。氷を生み出して自在に操り、武器としても盾としても利用する。また、木の枝を模した棒を生成し倒れた方向に進むという占いを行う。
アンミシュウ（安迷修/Anmicius）
声 - 小野友樹/张博恒→史泽鲲
二季から登場。大会予選ランキング第5位。19歳。身長179cm、体重70kg。5月13日生まれのAB型。
逆立った茶髪で、左右で袖の長さの違うシャツを着ており、右腕と右腿に白い包帯を巻いている。趣味は園芸。好物はパン。
爽やかで温厚な好青年。騎士道を守り、「最後の騎士」を自称する。弱きを助け正義を貫き、しばしばライシー海賊団と対立している。妥協をしない暖かい人柄だが、女性の前で気障に格好つけるクセがあり、しかも必ず失敗する。そのせいで全くモテず、むしろ女性陣からは嫌がられている。
本戦第一ステージで呆毛姐弟チームを助けて以来、二人のことを何かと気に掛けるようになった。
元力スキルは『双剣』。氷の剣『凝晶』と火の剣『流焱』の二振りの剣を駆使し、人呼んで『双剣のアンミシュウ』。剣に乗り空を飛ぶこともできる。
神近耀（NINLER）
声 - / 隐伊布
三季から登場。大会予選ランキング第9位。17歳。身長170cm、体重55kg。12月24日生まれのAB型。
赤と黄色のメッシュの入った青い髪を持ち、口元を布で覆っている。白目の部分が黒い。好きなものは荒野。好物は刺身。
「神」に選ばれた国に生まれ、絶対に神の命令に従う。あらゆる残酷な試練を経て、14歳で「神の代行者」となり、神のために神の命に逆らう者を破壊し罪の魂を罰する。
現在は神の最後の任務を実行しており、凹凸大会では初期からしっかりとランキング9位の座を占めている。1対1トーナメントの際に雪山のステージで安迷修と戦うことになる。
口数は少なくミステリアスな雰囲気だが、数字の9にやたらと執着しており、心中はかなり容赦のない激しい性格をしている模様。霜润之星の出身。
元力スキルは『色分け』。物質の境界を線と色で分け、その境界を斬ることでダメージを与える。そのため、普段は彼の目に色は見えない。

### その他大会参加者
レディ(蕾蒂/Reddy)
声 -櫻井浩美/马芳
二季に登場。15歳。日本語版の一人称は「私」。
ピンク色と黒のボーダー柄のワンピースを着た黒髪の少女。メリーとは一卵性双生児。
予選では姉妹で協力して他の参加者に対処し本戦へ進んだものの、実際にはいつも妹だというだけで甘やかされているメリーにあまり良い感情を抱いていなかった。
心の底では妹を消して『唯一』になりたいと思っており、第二ステージでとうとう妹と刃を交える。腹を刺されて倒れるが、刺し違えた際に仕掛けた毒で妹に一矢報いた。
元力スキルは『二重身』。
メリー（梅莉/Melly)
声 -新井里美 /施燕燕
二季に登場。15歳。日本語版の一人称は「私」。
青色と黒のボーダー柄のワンピースを着た黒髪の少女。レディとは一卵性双生児。
表面上は仲の良い双子を演じていたが、心中では何もかも一緒のくせに少しだけ早く生まれたというだけでお姉ちゃんぶるレディを疎ましく思っており、いつか姉を消してしまいたいと思っていた。
思考までそっくりだったことが仇となり、一時はレディを刺してポイントを奪うも、刺し違えた際に姉に仕掛けられた毒により倒れる。
元力スキルは『神速』。

なお、中国での放送当時あまりにも内容がショッキングだということで規制が入り、現在web配信されている原語版では彼女たち姉妹の存在がカットされている。そのため二人のエピソードは公式には日本語版でしか見ることができない。
ゲームではプレイアブルキャラクターとして二人とも実装されている。
ヴィド（维德/Wade）
声 - 徳本英一郎/默伶
今回の凹凸大会105番目の参加者。18歳。身長172cm、体重63kg。8月15日生まれのB型。日本語版での一人称は「俺様」。
大きく逆立った銀髪にヘッドホンのような髪飾りを付けている。好きなものは美少女フィギュア。好物は麦茶とピザ。
好きなものから分かるとおり、二次元オタク。大会での勝利の見込みがないと感じ、授かった元力スキルと相棒のアントと共に逃げ出すことを決意。運び屋を脅して逃げ出した先の星で金に出会い、大会主催からの追手と勘違いして攻撃。直後に現れたダニエルによって粛正、回収された。
3季後半開始直前に配信された前日譚にて、1話で彼らが凹凸星を逃げ出すに至るまでの様子が描かれた。
実は超能研究所によって作られた改造人間で、レイドよりも前に作られた機体。情報収集能力に長けており、頭の丸い装置は分析機能付きのゴーグルのようなもの。
元力スキルは『動く弾薬庫（ザ・アーマリー・移动军火库）』。
アント（安特/Ant）
声 - 笹島かほる/草摩涅吉
今回の凹凸大会107番目の参加者。5歳。身長141cm（触覚込み）、体重43kg。10月10日生まれ。日本語版での一人称は「おれ」。
名前の通りアリと思われる黒い虫のような外見をした小柄な亜人。趣味は木に抱きついて寝ること。好物は大きなキャベツ。
短気で衝動的な行動が多いため、基本的にヴィドの采配で動いていた。ヴィドと共に大会から逃げ出し、同じくダニエルによって粛正、回収された。
ヴィドのことをとても信頼しており、彼の言うことはよく聞き、成功率が限りなく低い作戦にも二つ返事で乗った。
元力スキルは『虫皇』。アントは宇宙虫族の王族の幼体で、短い時間だけ成体の姿になれるというもの。

ラビッツ(拉比兹/Rubby)
声 -上原あかり/小N
ウサギ型の獣人。チームを組んで予選を進めていたが、他のチームメイトは予選終了後の「クリア」によって抹殺されてしまった。大きな衝撃と悲しみを受け、2季の冒頭では泣き崩れるほどだったが、なんとか生き残り続けていた。
元力スキルは『遠隔狙撃』。

マウスキッド(莫斯基德)
声 - 弦徳 / 王子尧
ネズミ型の獣人。迷宮星で居場所を公開されたカミルを狙撃するもライシーに阻まれ失敗。あえなく捕まり、カミルの元力スキルによって踏み潰された。

ホーキンス(霍金斯/Hockeys)
声 -/kinsen
長い黒髪をツインテールにした少年。頭頂部に稲妻型のアホ毛が立っている。
やる気がなく、常に省エネで行動している。大会予選ランキングも予選を突破できるギリギリの100位だった。
ライシー、カミルと同様雷王星の出身。優秀な戦闘能力と知恵を持っていたため雷王星皇太子に雇用され、ライシーを監視する役目を受けて大会に参加した。
しかし報酬を貰ってからはほとんど任務をサボり、皇太子に協力しないどころか「電波が悪い」と言い訳して彼からの連絡を無視している。
姿は1季から度々登場していたが、セリフが付いたのは凹凸学园から。
凹凸学园では雷王星皇女（雷伊）に憧れている描写があり、雷伊と連絡を取り、雷王星皇太子とライシーの様子を報告したり、皇太子に買収されて使いっ走りを請け負ったりしている。
武器はホッケースティック。
京弥(Jinmi)
声 -/ 星潮
初出は凹凸学园。3季番外編00集に登場。
金髪を高い位置で2つに結った青年。
いわゆるヴィジュアル系。ナルシシストで、踊るようなステップで歩き、歌うように音程を付けながら話す。
石版を手に入れ、ヴィドとアントを助けるフリをして陥れようとしたが、ヴィドの機転により返り討ちに遭う。
凹凸学园ではキコテンチュウが信奉するアーティストとして名前とビジュアルのみ登場。

悦然（Liland）
声 -/ 刘晴
3季番外編00集に登場。
オレンジ色のショートボブに黒いツノのようなものが生えた少女。
好戦的で、スキップをしながらヴィドとアントを追い回すなど、戦いそのものを楽しんでいるようだった。

### 大会関係者
ダニエル（丹尼尔/Daniel）
声 - 徳森圭輔/大白
凹凸大会運営。年齢不詳。身長210cm、体重92.5kg。12月15日生まれのB型。日本語版での一人称は「私」。
片目が隠れた白髪（漫画版では黒）で、片側の髪が大きく撥ねており、星の回りを円が囲ったような円盤が頭上に浮いている。好きなものは積み木で、好物はメロン。
役職は七神使に次ぐ地位である大天使裁判長。普段は慇懃で微笑みを見せることもあるが、大会規則に違反した者には容赦なく裁きを下す。
元力スキルは『神旨代行』。高耐久を誇る箱状の物体を召喚し組み合わせ、攻撃と防御を行う。
ロードレ（罗德烈/Robbray）
声 - 三浦勝之/李响
二季から登場。年齢不詳。身長136cm、体重36kg。8月20日生まれのA型。日本語版での一人称は「私」。
白い球体に青い四角錐とヘッドホンのような丸い部品が付いたロボット。ジンに発見された時は頭だけだったが、本来は白いボディがある。趣味はパズルゲームで、好物はジュース。
誰かの師になりたがり、よく先輩風を吹かせようとして虚勢を張るが、感情豊かで優しい心を持っている。来歴不詳なものの、本人は前回大会の参加者を自称する。
迷宮の中でジンと出会い、彼に体を探すことを頼んだ。パーツが欠損しているせいか記憶もスキルも不完全だが、それでも豊富な知識と情報でジンたちを助ける。
その正体は迷宮の真の主で、3年前にジンの姉、シュウに出会い自由な参加者に憧れ、迷宮の主という役職から逃げ出した。
完全体での元力スキルは不明。頭だけの状態では、金属や瓦礫で自身を強化する程度のことしかできない。
裁判ロボット（裁判机器人）
声 - 田中茉理花 /一口井
白い球体に黒いモニターとウサギの耳のようなアンテナが付いており、モニターには状況に応じて簡単なアイコンが表示される。「裁判球」の愛称でマスコットキャラクターになっている。
ダニエルの配下で大会運営の雑務をこなすロボット。会場のあちこちで見られる量産型だが、いくらか感情を持ち合わせているようで、緊急事態に慌てる、ガドロスを怖がるなど、しばしば人間くさい挙動を取る。
元力スキルや戦闘能力はなく、よく粗暴な参加者から壊されたり虐げられたりしており、違反者に対して公正な裁判ができているのかは不明。
運び屋（搬运人）
声 - 下山吉光 /冷泉夜月
車掌のような帽子を被った白いボディのロボット。
1話でヴィドとアントに脅され、小型飛空艇を凹凸星の外まで操縦させられた。その後、不時着した星でジンと出会い、ダニエルの指示で渋々ジンを会場まで送り届ける。
ハードな仕事に辟易し、恋人にプロポーズして近々辞表を提出するつもりでいたらしいが、はしゃぎすぎたジンに掴まれて首がもげ、裁判ロボットたちの手によって担架で運ばれた。
2季では怪我が治り、レーシングゲームの際の実況解説を担当。3季33話でジンと再会し、安否が確認された。
Z天使
声 - - /杨天翔
白髪で白い衣装に身を包んだ天使。紫堂幻の兄、紫堂真に瓜二つの顔をしている。
X天使

### 観戦団
超能研究所所長(超能研究所所长)
声 - 内藤玲/巫蛊悠悠
二季から登場。年齢不詳。身長150cm、体重75kg。生年月日不明のO型。
引きずる丈の青い上着を着た、黒い頭につばの広い帽子を被った男。好物は電気ブラン。
隙あらば自社製品を宣伝する、商魂たくましい老獪。世界最大の武器商人であり科学者。世界最先端の科学技術を持つ者を自称する。
今大会に大量の物資提供を行っており、本戦第一ステージの企画及び、観戦団によって行われている賭博のディーラー権を得た。同時に研究所の最新技術を搭載した改造人間を数人参加者として送り込んでいる。
シドウ家当主（紫堂家主）
声 - 金城大和/烈之流星
二季から登場。シドウゲンの父親。身長188cm、体重78kg。
召喚師の一族、紫堂家の当主。外面的には温和で礼儀正しく、社交的な人物。
本戦第二ステージのディーラー。
凹凸学园では教師をする傍らペットショップを経営している。本編よりも温和に描かれており、シドウゲンのことを心配し、彼に怖がられていることを気にしている。
雷王星皇太子（雷王星太子・雷蟄）
声 - 内藤玲/梁文捷
二季から登場。25歳。身長188cm、体重79kg。10月3日生まれのO型。
雷王星の第一王子。ライシーの実兄。目深に兜を被った長い紫髪の男。毛先は一段明るい紫をしている。好物はオレンジソーダ。趣味はワイングラス集め。
自惚れ屋で神経質。ライシーとカミルを非常に憎んでおり、彼らを始末するためには手段を選ばない。
本戦第一ステージでは、星际财団会长が彼をからかうために冗談でライシー海賊団に賭けただけで腹を立て、ギャンブル自体に参加しないなど、やや短慮さが見える。
本戦第二ステージでシドウ家当主からディーラー権を買い、ライシーとカミルを追い詰めようとカミルの居場所を参加者全員に伝えるが、その目論見は外れることになる。
彼にもライシー同様雷を操る力が備わっており、暴走した裁判球を止める程度のことはできる。
凹凸学园では容姿が異なっており、兜を被っておらず、素顔にアンダーリムのメガネをかけ2年C組の教師をしている。またカミルには特に悪い感情は抱いておらず、ライシーを慕う言葉を自分のことだと勘違いし喜んでいた。ライシーたちに度々からかわれてチョークを隠されたりホーキンスに調査報酬としてアイスを要求されたりと苦労が絶えない。
スレンダーマン（影军统领）
声 - 下山吉光 / 默伶
黒いフード付きローブを被った男。
イノーマスバグ（人力贩运联合总督）
声 - 弦徳 / 音匣老鬼
大柄でガサツな振る舞いをする、トカゲのような頭の男。
圣空星王
声 - /苗壮
圣空星の国王。凹凸世界最強の人物と言われている。
観戦団の一員ではあるものの、大会の提供する娯楽には興味がなく、後継者であるガドロスの活躍を静かに見守っている。
凹凸学园ではPTA会長をしている。本編よりも感情豊かに表現されており、ガドロスを息子として愛し、手作りのマフラーをプレゼントしたり、呼称がよそよそしくなったことを嘆いたり、新年を一緒に祝ってくれないことを悲しんだりしていた。
宇宙財閥会長（星际财団会长）
声 - 櫻井浩美 /小敢
青い長髪の美女。
ニャンコ星大統括（喵星大总管）
声 - 前田恵 /江月
二季から登場。25歳。身長63cm、体重15kg。7月31日生まれのA型。
緑色の小柄な猫型ロボット。好物はニボシ。
本戦第一ステージでグレイチーム（ジン、グレイ、カイリ、シドウの乗った車）に賭け、勝利した。
光族亲王
声 - / 贺文潇
ピンク色の髪の小柄な女性。幼い体型をしているがきちんと成人している。

### 参加者の親族・関係者
シュウ（秋/AKI→Q）
声 - / 小N
ジンの姉。前回大会参加当時17歳。身長165cm、体重45kg。5月8日生まれのB型。
ジンと同じ色の髪を後頭部の低い位置で二つに結い、黒いカチューシャを付けている。好きなものは花で、食べ物の好き嫌いはない。
デンゲル星の運命を変えるために三年前の凹凸大会に出場したきり、消息不明。
大会上層部を怒らせた可能性があり、そのせいでデンゲル星に課される賦役が重くなったため、星の住民たちから恨まれているようだ。

シドウシン(紫堂真/Zain)
声 - / 杨天翔
シドウゲンの兄。前回大会参加当時17歳。身長181cm、体重69.5kg。11月30日生まれのA型。
白い長めのショートカットで、右目の下に点のような模様がある青年。趣味は彫刻で、好物は寿司。
紫堂本家の長子。非常に優秀かつ人格者で、一族中から信頼を集めていた。紫堂家を継ぐことになっていたが、三年前の凹凸大会に出場し命を落としたといわれている。
凹凸学园では遠くに留学しているとのことだったが、2季で父からの電話を受け、一人で店番をする幻が心配だからというだけで留学先の学校を卒業して戻ってきてしまった。

ライ(雷伊/Rey)
声 - /赵袭
ライシーの姉。雷王星の皇女。23歳。身長189cm、体重66kg。8月12日生まれのO型。
長い黒髪で、ライシーとよく似た顔立ちをした美女。耳に菱形の耳飾りを着けている。好きなものは戦争ゲームで、好物は焼き電気ウナギ。
性格は高慢で辛辣。兄弟の中で最も実力を持っている。
凹凸学园では大学の博士生。ホーキンスを使って兄と弟の動向を見張っている。

菲利斯・尼克瑞斯(Felis Nigripes)
声 - /大象
安迷修の師匠。目つきの悪い小柄な灰色の猫獣人で、目元に大きな傷がある。
騎士の呪いを解く旅の最中に安迷修を拾い、投げやりな態度を見せつつも愛情を持って育てた。
「身体が徐々に壊死していくが自ら命を絶つことはできない」という騎士の呪いが進行し、肉体が崩れるようにして命を落とした。
凹凸学园では完全に猫の姿をしており、安迷修のペットとして飼われている。シュールストレミングが好物。
杰德理(Jedley)
声 - /刘若班
安迷修の師匠。青い長髪の男性。
花騎士の二つ名を持つ聖殿騎士団所属の騎士。菲利斯と共に安迷修に騎士の精神を教えた。
赞德(Xander)
声 - /冷泉夜月
安迷修の兄弟子。黄緑色の髪を一つに結った青年。

### 不明
ブラック（黑洞/Black）
声 - M・A・O/草摩涅吉→万纯
1歳。身長100cm、体重無限。好きなことは悪者になること。好物はお菓子。
ジンの大会登録手続き中に突如出現した、謎の子ども。恐ろしい力と驚異的な成長の才能を持つ。システム内部に入り込みモニターから管制室に出入りするなど、通常の生物ではない様子が窺える。今回の凹凸大会で何かを探しているらしい。
公式サイトで当初から『ラスボス的存在』と書かれている。

創世神
凹凸世界を創造した神であり、凹凸大会の主催者ということになっている。
金色の長髪に黒い目をしており、黒いシャツとズボン姿の男性。金の顔を覗き込む際にわざわざ屈まねばならなかったほど背が高い。
3季で金の精神世界のような場所に突如現れた時には、缶飲料を飲んでその辺に投げ捨てるなど、自堕落な様子が窺える。

### スマートフォンゲーム『凹凸世界手游』のみ
見習い天使（见习天使）
プレイヤーの分身。大会の異変に対処するために七神使によって目覚めさせられ、以前の記憶をなくしている。元力スキルで参加者の能力を強化することができる。

裁判ロボット160628（高级裁判球160628）
声 - 釘宮理恵
ガイドキャラクター。他の裁判球よりも上の立場にあるらしく、偉そうな態度を取る。番号の160628は本編1季第1話が公開された日付。

法尔法拉
莱耶斯
哆莉
蜜蜜

萝洁特

## 用語集・世界観
凹凸世界
創世神によって作られた、無数の星と種族が存在する世界。
それぞれの星と民には創世神によって役割が決められており、ある星には富と繁栄が与えられ、またある星は苦役を課され、支配されている。
凹凸大会（凹凸大赛）
世界の中心である凹凸星で数年に一度開かれる闘技大会。
大会優勝者はすべてを得ることができ、同時に神に代わって世界を支配する権力を授けられるという。
凹凸文字
作中で使われる文字。26文字のアルファベットに対応している。
エナジー（元力）
世界に存在する全ての生物に備わっている動力源。
エナジースキル（元力技能）
創世神によって民に与えられた特殊能力。大会参加者には登録時にそれぞれの個性に合わせたスキルが与えられる。
それ以外にも、個人や血縁、種族などに生まれつき与えられている場合もある。
元力種
エナジースキルの元となっている、手のひら大の物質。大会参加者は命を落とすと元力種だけの状態になる。
黒化
元力とは異なるエネルギーを使用し、強大な力を引き出すことができる状態。
ダークバッジ
一般的に黒化は「ダークバッジ」によって引き起こされる。
使用者は感情が大きく揺れると力に逆食され、元力種へのダメージが上限に達すると元力種が破壊される。
元力池
元力種を蓄えていると言われる空間。ダニエルなどごく一部の関係者のみが立ち入れるが、元力種が回収される際に開いた穴を潜ることで参加者も侵入することが可能。
内部には歴代の参加者の肉体がカプセルのようなものに入れられ保存されており、侵入者を排除するモンスターが徘徊している。
石版
守望一族が守っていた、世界の歴史が記録された石版。凹凸大会においては洞窟の罠を任意に作り替える、大会システムに感知されない空間を作るなど、謎の力を発動する。
グレイがキコテンチュウに解読を依頼したものと、京弥が手に入れ、彼を撃破したヴィド＆アントが拾い、ダニエルの手に渡ったものが確認されている。

## スタッフ
- 原作 - 7DOC[2]
- 総監督 - 周亮[2]
- キャラクターデザイン - 迷之七[2]
- 脚本 - 云落[2]
- 漫画執筆 - 兆茂、敷屋一輝[2]
- 音楽 - 楊秉音[2]
- 日本語吹替版音声制作 - ユンカース、スタイルキューブ[2]
- プロデューサー - 曲暁丹[5]
- ディレクター - 涛哥[2]
- アニメーション製作 - 7DOC[2]
- 制作会社 - Shanghai Jupiter Creative Design Co., Ltd.[5]

## 各話リスト

### 日本語吹き替え版
地上波で日本のアニメと同じ30分尺で放送するために原語版からかなり大幅に編集されており、カットされているシーンが多数ある。
また、ニコニコ動画ではシーズン1からの通算話数記載のため、()で記載。

| 話数         | サブタイトル           |
| シーズン1    | シーズン1              |
| ------------ | ---------------------- |
| 第1話        | 旅立ち〜凹凸大会へ     |
| 第2話        | スキルGET！            |
| 第3話        | 新しい仲間〜謎の少女   |
| 第4話        | 号哭の洞窟             |
| 第5話        | 友達と敵               |
| 第6話        | 距離                   |
| 第7話        | グレイVSガドロス       |
| 第8話        | 百死百生               |
| 第9話        | 行動開始               |
| 第10話       | 正体                   |
| 第11話       | 終わりと始まり         |
| シーズン2    |                        |
| 第1話(12話)  | トーナメント開始       |
| 第2話(13話)  | 危機一髪のレース       |
| 第3話(14話)  | 新たな試合 迷宮戦      |
| 第4話(15話)  | 殺し合いと再会         |
| 第5話(16話)  | 不穏なるライシー海賊団 |
| 第6話(17話)  | 元力爆発               |
| 第7話(18話)  | 奇妙な出会い           |
| 第8話(19話)  | 真・迷宮主登場         |
| 第9話(20話)  | 不吉な異変             |
| 第10話(21話) | 絶望の訪れ             |
| 第11話(22話) | 突破と再生             |

### 原語(中国語)版
日本のアニメで一般的な1話約24分という法則はなく、1話ごとの尺はまちまち。
EDでは中国のSNSサイトLOFTERに投稿されたファンアートを紹介するコーナーがある。
1季にサブタイトルはない。

| 話数   | サブタイトル                                  |
| 1季    | 1季                                           |
| ------ | --------------------------------------------- |
| 第1話  |                                               |
| 第2話  |                                               |
| 第3話  |                                               |
| 第4話  |                                               |
| 第5話  |                                               |
| 第6話  |                                               |
| 第7話  |                                               |
| 第8話  |                                               |
| 第9話  |                                               |
| 第10話 |                                               |
| 第11話 |                                               |
| 第12話 |                                               |
| 第13話 |                                               |
| 第14話 |                                               |
| 第15話 |                                               |
| 第16話 |                                               |
| 第17話 |                                               |
| 第18話 |                                               |
| 第19話 |                                               |
| 第20話 |                                               |
| 第21話 |                                               |
| 第22話 |                                               |
| 第23話 |                                               |
| 第24話 |                                               |
| 第25話 |                                               |
| 第26話 |                                               |
| 第27話 |                                               |
| 第28話 |                                               |
| 第29話 |                                               |
| 第30話 |                                               |
| 第31話 |                                               |
| 第32話 |                                               |
| 2季    |                                               |
| 第1話  | 淘汰赛开始/トーナメント開始                   |
| 第2話  | 竞速!危机四伏!/レースゲームは危険だらけ       |
| 第3話  | 竞速赛终点/レースの終わり                     |
| 第4話  | 新的赛程-迷宫战/新しいゲーム～迷宮戦～        |
| 第5話  | 迷宫之主？/迷宮の主？                         |
| 第6話  | 相残和重逢/共食いと再会                       |
| 第7話  | 不安的雷狮海盗团/不穏な雷狮海賊団             |
| 第8話  | 黄雀在后？不存在的/スズメは後ろに？存在しない |
| 第9話  | 罗德烈的特训指导/ロードレの特訓指導           |
| 第10話 | 元力爆发/元力爆発                             |
| 第11話 | 最强大乱斗/最強大乱闘                         |
| 第12話 | 奇妙的相遇/奇妙な遭遇                         |
| 第13話 | 另一种战场/もう一つの戦場                     |
| 第14話 | 真·迷宫之主登场！/真・迷宮の主登場！          |
| 第15話 | 意外援手/意外な応援                           |
| 第16話 | 变身！超级迷宫之主！/変身！スーパー迷宮の主！ |
| 第17話 | 黑化之力/黒化の力                             |
| 第18話 | 不祥的变异/不吉な異変                         |
| 第19話 | 绝望的降临/絶望の訪れ                         |
| 第20話 | 突破和重生/突破と再生                         |
| 3季    |                                               |
| 第1話  | 1v1擂台赛/1vs1対抗戦                          |
| 第2話  | 回忆场地!开启!/開け！思い出の場所！           |
| 第3話  | 再见雷王星/さよなら雷王星                     |
| 第4話  | 厄流区的孩子/厄流区の子ども                   |
| 第5話  | 羚角海盗团/羚角海賊団                         |
| 第6話  | 闯入者/侵入者                                 |
| 第7話  | 王的使命/王の使命                             |
| 第8話  | 圣女与魔女/聖女と魔女                         |
| 第9話  | 无色雪原/無色雪原                             |
| 第10話 | 姐姐/姉さん                                   |
| 第11話 | 印加王族/印加王族                             |
| 第12話 | 隐藏赛制/隠しルール                           |
| 第13話 | 王冠/王冠                                     |
| 第14話 | 新继仪式/新継儀式                             |
| 第15話 | 黑暗的根源/闇の根源                           |
| 第16話 | 崩塌/崩壊                                     |
| 第17話 | 狂犬佩利/狂犬ペリー                           |
| 第18話 | 守望一族/守望一族                             |
| 第19話 | 森罗万象/森羅万象                             |
| 第20話 | 捕捉小黑洞/ブラック捕獲                       |
| 第21話 | 最后的骑士/最後の騎士                         |
| 第22話 | 存在的意义/存在の意義                         |
| 第23話 | 骗徒/詐欺師                                   |
| 第24話 | 破局/破局                                     |
| 第25話 | 封印/封印                                     |
| 第26話 | 寻找的人/尋ね人                               |
| 第27話 | 创世神/創世神                                 |
| 第28話 | 雷鸣/雷鳴                                     |
| 第29話 | 感染/感染                                     |
| 第30話 | 聚集/集まる                                   |
| 第31話 | 信赖与背叛/信頼と裏切り                       |
| 第32話 | 决裂与深渊/決裂と深淵                         |
| 第33話 | 前进的觉悟/前進する覚悟                       |
| 第34話 | 联手/手を組む                                 |
| 第35話 | 粉碎的谎言/砕け散る嘘                         |
| 第36話 | 黑暗的觉醒/暗黒の覚醒                         |
| 第37話 | 毀天灭地/天地を滅ぼす                         |
| 第38話 | 最终赛/ファイナルレース                       |

番外編
シーズン終了後や配信休止期間中に配信されるショートムービー。キャラクターや舞台の裏設定などが少しだけ明かされることが多い。

| 話数     | サブタイトル                      |
| 1季      | 1季                               |
| -------- | --------------------------------- |
| 番外     |                                   |
| 2季      |                                   |
| 番外篇   |                                   |
| 3季      |                                   |
| 00集上   | 错乱空间/錯乱空間                 |
| 00集下   | 元力池/元力池                     |
| 提前回归 | 神近耀番外福利送达/神近耀番外特典 |

### 凹凸学园
3季前半終了後、後半開始まで毎週配信されていたショートムービー。
3DCGの本編と違い、ドット絵調のキャラクターと立ち絵に声が付いた、いわゆるビジュアルノベルのような作風で平和な学園パロディが展開される。
スタッフの遊び心で手描きアニメが入ることもあり、ED映像は毎回違う。

| 話数   | サブタイトル |
| ------ | ------------ |
| 第1話  |              |
| 第2話  |              |
| 第3話  |              |
| 第4話  |              |
| 第5話  |              |
| 第6話  |              |
| 第7話  |              |
| 第8話  |              |
| 第9話  |              |
| 第10話 |              |
| 第11話 |              |
| 第12話 |              |
| 第13話 |              |
| 第14話 |              |
| 第15話 |              |

## 放送局
| 放送期間                | 放送時間                     | 放送局         | 対象地域   | 備考           |
| ----------------------- | ---------------------------- | -------------- | ---------- | -------------- |
| 2019年4月14日 - 9月29日 | 日曜 2:10 - 2:40（土曜深夜） | 朝日放送テレビ | 近畿広域圏 | 『アニサタ』枠 |

| 配信期間        | 配信時間  | 配信サイト                                                                         |
| --------------- | --------- | ---------------------------------------------------------------------------------- |
| 2019年4月15日 - | 月曜 更新 | dアニメストア ニコニコチャンネル FOD Hulu Amazonビデオ Rakuten TV ビデオマーケット |